# 皮纪尧姆
皮纪尧姆（法語：Puy-Guillaume，法語發音：[pɥi ɡijom]）是法国多姆山省的一个市镇，位于该省东北部，属于蒂耶尔区。

## 地理
皮纪尧姆（45°57'37"N, 3°28'27"E）面积25.02 平方千米，位于法国奥弗涅-罗讷-阿尔卑斯大区多姆山省，该省份为法国中南部省份，北起阿列省接壤，东临卢瓦尔省，南至上盧瓦爾省和康塔爾省，西接科雷兹省和克勒兹省。
与皮纪尧姆接壤的市镇（或旧市镇、城区）包括：沙泰尔东、沙尔纳、利蒙、帕利耶尔、里镇、圣维克托蒙维亚内。
皮纪尧姆的时区为UTC+01:00、UTC+02:00（夏令时）。

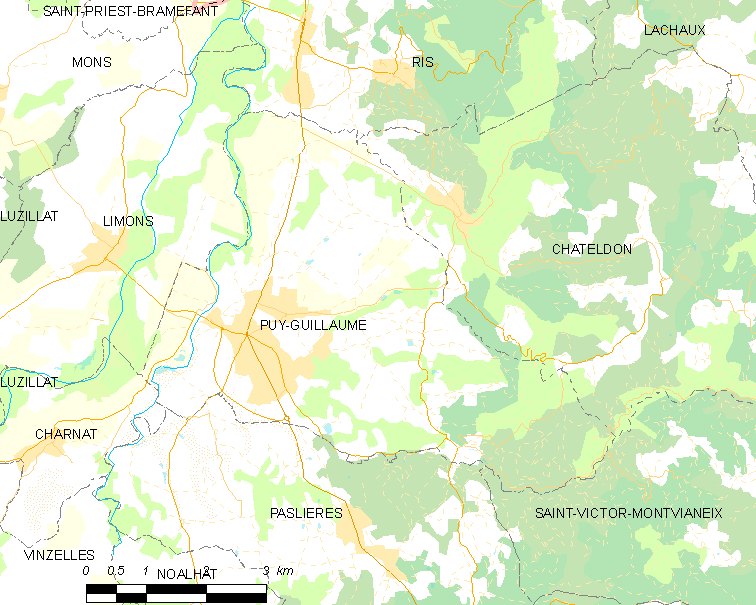
皮纪尧姆的OSM定位图

## 行政
皮纪尧姆的邮政编码为63290，INSEE市镇编码为63291。

## 政治
皮纪尧姆所属的省级选区为马兰格县。

## 交通
多姆山省省道D63线、D114线和D906线在市中心交汇，D85线和D342线经过境内东侧。
SNCF提供大巴车前往维希和蒂耶尔。

## 人口

1962-2008年间皮纪尧姆人口变化图示

皮纪尧姆于2022年1月1日时的人口数量为2644人。